# بوب جيمس (ملحن)
بوب جيمس (بالإنجليزية: Bob James)‏ هو عازف جاز وملحن وعازف بيانو أمريكي، ولد في 25 ديسمبر 1939 في ميزوري في الولايات المتحدة.

## وصلات خارجية
- الموقع الرسمي
- بوب جيمس على موقع IMDb (الإنجليزية)
- بوب جيمس على موقع ميوزك برينز (الإنجليزية)
- بوب جيمس على موقع قاعدة بيانات برودواي على الإنترنت (الإنجليزية)
- بوب جيمس على موقع أول ميوزيك (الإنجليزية)
- بوب جيمس على موقع ديسكوغز (الإنجليزية)